# Hoenkuppe
Die Hoenkuppe ist ein 720 m ü. NHN hoher Berg des Frankenwalds und war schon von alters her Grenzregion des oberfränkischen Landkreises Kronach in Bayern zum  Thüringer Schiefergebirges im Landkreis Saalfeld-Rudolstadt, Thüringen (Deutschland).

## Geographie und Geologie
Die Hoenkuppe liegt etwa tausend Meter nordöstlich der Gemeinde Lichtenhain bei Gräfenthal im Naturpark Frankenwald unmittelbar an der Grenze zum Naturpark Thüringer Wald. Der Berg gilt von alters her als der Hausberg der Gemeinde. Die hügelartige Bergkuppe ist mit einzelstehenden Nadelbäumen bewachsen.
Die Hoenkuppe und der Razenberg gelten als die nördlichsten Berge Bayerns.